# Nationaldemokraterna
För andra betydelser, se Nationaldemokratiska partiet.
Nationaldemokraterna (ND) var ett högerextremt, nationalistiskt politiskt parti i Sverige, bildat 2001 som en utbrytning ur Sverigedemokraterna. Nationaldemokraterna hade innan upplösningen två kommunfullmäktigemandat i Södertälje kommun och ett i Heby kommun (den avhoppade sverigedemokraten Carina Bergman). Partiet har tidigare haft mandat i Nykvarns kommun (Daniel Spansk valdes in 2006 men lämnade partiet 2011 i protest mot partiledaren Abramsson) samt i Tranemo kommun (vice ordföranden i Demokratisk Allians Thomas Bengtström som gick över i maj 2010) och Trollhättans kommun (med den 2011 uteslutna Sverigedemokraten Thomas Karlsén).
Partiledare var Marc Abramsson 2007-2014. Partiet gav ut tidningen Nationell Idag som 2014 blev fristående som obunden sverigedemokratisk. Partiets ungdomsförbund hette Nationaldemokratisk Ungdom. Tidigare hade man också ett kvinnoförbund, Nationella kvinnoförbundet. Nationaldemokraterna har demonstrerat ihop med öppet nynazistiska organisationer som Svenska motståndsrörelsen och Nationalsocialistisk Front.
Den 23 april 2014 meddelade Marc Abramsson att partiet lägger ner sin verksamhet på riksnivån och inte kommer att ställa upp i valet 2014. Han uppmanade också de som "söker utlopp för aktivism" skulle söka sig till Nordisk Ungdom. Den tidigare ND-medlemmen Mikael Johansson blev 2016 ledare för den svenska sektionen av Soldiers of Odin.

## Historia
Partiets första ledning bestod av personer som lämnat Sverigedemokraterna, efter att ha kritiserat detta parti för högerpopulism och för att ha övergett etnicitetens betydelse i nationalismen. Nationaldemokraterna införde själva vid grundandet fyra stycken oföränderliga stadgar som fastslår att partiet vägleds av en nationaldemokratisk etnopluralism. Som partifärger antogs blått och gult, och som partisymbol ett blågult segel. 
Till första partiledare för Nationaldemokraterna valdes Anders Steen, och till partiorganisatör valdes hans styvson Tor Paulsson. Marc Abramsson valdes till ordförande i Nationaldemokratisk Ungdom (NDU), och till partisekreterare och chefsideolog valdes Vávra Suk. 
I de allmänna valen 2002 fick Nationaldemokraterna 4 122 röster i riksdagsvalet och fyra kommunfullmäktigemandat – två i Haninge kommun och två i Södertälje kommun. Partiet drev en nej-kampanj under folkomröstningen om införandet av euron som valuta, och i valet till EU-parlamentet 2004 fick Nationaldemokraterna 7 209 röster vilket motsvarade 0,29 procent av rösterna.
Efter midsommar 2004 drabbades partiet av en stor skandal efter att partiorganisatör Tor Paulsson gripits av polis för misshandel, något som uppmärksammades speciellt då den misshandlade var Paulssons sambo och Paulsson själv fördömt muslimska mäns våld mot kvinnor. I december samma år avvek Paulsson från en obevakad permission, vilket ledde till att han efterlystes.
Under de efterföljande konflikterna föll stora delar av organisationen sönder, och många drivande aktivister och lokalavdelningar blev passiva. Konflikterna förvärrades ytterligare av att partiledare Anders Steen presenterade en motion i Haninges kommunfullmäktige, om att kommunen borde göra starkare insatser mot antisemitism. Partiet hade vid ett flertal tillfällen tagit ställning för palestiniernas kamp för en egen nationalstat, vilket skapade stark kritik mot motionen. Kritikerna tolkade den som ett passivt stöd till israelisk politik, och Anders Steen lämnade kort därefter partiet tillsammans med lokalavdelningen i Haninge.  
Vid ett extrainsatt riksårsmöte 3 oktober 2004 valdes Tomas Johansson till ny partiledare för Nationaldemokraterna, och Marc Abramsson blev ny partiorganisatör, vilket bidrog till ett tätare samarbete med det nybildade Frihetspartiet. Den 9 december 2005 uppgick Frihetspartiet i Nationaldemokraterna, och Nils-Eric Hennix valdes till ny partiledare. Hennix införde två nya punkter i principprogrammet, som berörde krav på stora skattesänkningar, samt ett utökat djurskydd. I valet 2006 fick Nationaldemokraterna 3 064 röster i riksdagsvalet, vilket motsvarar 0,06 procent av rösterna. Partiet fick även tre kommunfullmäktigemandat – två i Södertälje kommun och ett i Nykvarns kommun. Kort därefter avgick Hennix som partiledare på grund av sjukdom, och ersattes av Abramsson.  
Realpolitiskt har partiet närmat sig en vänsternationalistisk ståndpunkt, men behållit kraven på ökat djurskydd. Den 2 februari 2008 höll partiet en nylansering i Stockholm, där man antog brandgult som ny partifärg, och valde hjortronblomman som ny partisymbol. Ett undantag från sin strikt självständiga linje var partiets deltagande i Salemmarschen. Efter tidigare konflikter med arrangörerna i Salemfonden har manifestationen antagit en mer folklig framtoning som partiet kan ställa sig bakom.  
Under Abramssons arbete som organisatör och partiledare har även banden till andra europeiska nationaldemokratiska partier, främst tyska NPD och brittiska BNP men även norditalienska Lega Nord stärkts.
I riksdagsvalet 2010 fick Nationaldemokraterna 1 141 röster, vilket motsvarar 0,02 procent av rösterna, 1 923 färre (0,04 procentenheters tillbakagång) än i 2006 års riksdagsval där partiet erhöll 3 064 eller 0,06 procent av valmanskårens avlagda röster. Nationaldemokraterna erövrade 2 kommunala mandat i Södertälje och 1 i Nykvarn.
Strax före riksårsmötet 2011 lämnade vice partiledare Daniel Spansk Nationaldemokraterna tillsammans med tre andra i en protest mot partiledaren Marc Abramssons ledarstil.

## Grafisk profil

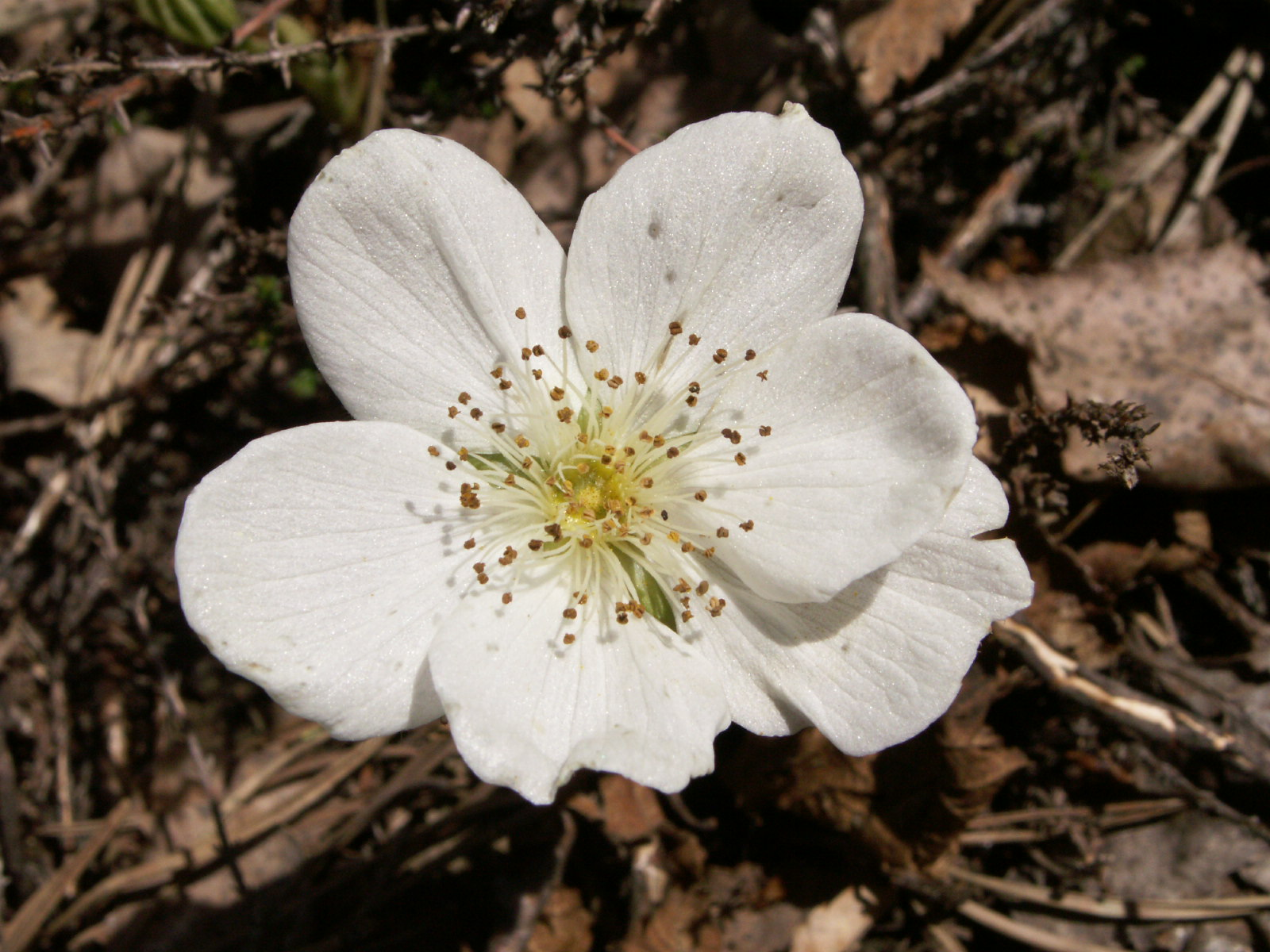
Hjortronblomman var Nationaldemokraternas partisymbol.

Den 2 februari 2008 höll partiet en nylansering i Stockholm, där man antog brandgult som ny partifärg, och valde hjortronblomman som ny partisymbol. Enligt den grafiska profil som antogs skulle partiets material antingen ha brandgul bakgrundsfärg med vit text eller brandgul text med vit bakgrundsfärg.

## Ideologi
Nationaldemokraternas ideologi var nationalistisk (eller nationaldemokratisk), och efterhand kom den ideologiska beteckningen etnopluralism att användas. I enlighet med sin etnopluralism ansåg Nationaldemokraterna att alla folkgrupper skulle ha rätt att bevara sin etniska särart, och att få ha en egen oberoende nationalstat.

## Politik
Partiet ville bland annat enligt sitt program
- värna om Sverige genom att skapa en etniskt homogen nation – invandringen ska stoppas så att invandrarna inte assimileras i den svenska befolkningen –,
- att kulturen ska vara traditionellt svensk, vilket innebär att moskéer, vissa konstverk och byggnader ska förbjudas,
- att utländska institutioner eller företag inte skall få äga stora opinionsbildande organ (företag, massmedia etcetera),
- att samhället ska bygga på ”sunda familjeideal” – samhället ska aktivt främja traditionell heterosexuell familjebildning, och inte ge ”samhälleligt erkännande” till ”perverterade familjeformer”.[18]

Dagspolitiska frågor för Nationaldemokraterna var följande:
- Stoppa invandring från länder ”utanför den västerländska kulturkretsen” till Sverige.
- Förbud att utföra plågsamma djurförsök.
- Stoppa utförsäljningen av svenska företag till utlandet.
- Nej till homoadoptioner.
- Utträde ur EU.
- Nej till EMU.

Nationaldemokraterna hade inget valmanifest inför riksdagsvalet 2010.

### Utrikespolitik
Utrikespolitiskt var partiet starkt kritiskt till USA och Nato, som partiet menade inskränkte de olika folkens självbestämmande i världen. Man manade till kamp mot vad man beskriver som ”imperiets ockupation av Serbien, Palestina, Irak och Afghanistan”. Den 20 februari 2008 deltog partiets ungdomsförbund NDU vid en serbisk demonstration på Götaplatsen i Göteborg i protest mot Kosovos självständighet, och partiet krävde i ett uttalande på sin hemsida att Sverige inte skulle erkänna densamma. Anledningen var, enligt NDU, att Kosovos självständighet hade möjliggjorts genom stor albansk invandring till området, samt genom amerikansk militär aggression mot den serbiska staten.

## Kontroverser

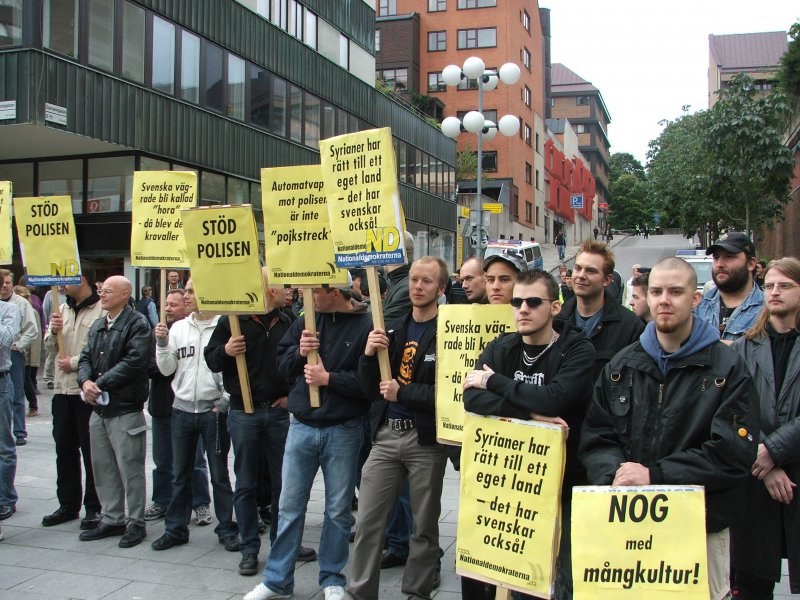
ND håller torgmöte i Södertälje 2005-09-18

Nationaldemokraterna hade kopplingar till den nazistiska rörelsen i Sverige, bland annat till Salemfonden och Info-14. Partiet ställde, med undantag för 2004, upp i den nazistiska Salemmarschen varje år. Enligt Expo fick Nationaldemokraterna även en stor medlemstillströmning från nazistiska organisationer som Nationell Ungdom. Partiet självt sade sig dock stå för demokrati.
Partiet kallades ofta av media och meningsmotståndare för högerextremt. Denna etikett bestreds dock av partiets företrädare. Jimmy Windeskog, partiets toppnamn i Borlänge, beskrev partiets ideologiska hållning på följande sätt:
| ”                           | [Nationaldemokraterna beskrivs] som ett parti som står långt till höger i den politiska skalan, detta är felaktigt. ND:s politiska rötter går istället tillbaka till den socialdemokrati [sic!] idén om folkhemmet, så proffsigt uppbyggt av socialdemokratiska politiker som Per-Albin Hansson och Ernst Wiggforss. Dessa människor har idag mer gemensamt med ND än något annat parti. | „ |
| – Ur Jimmy Windeskogs blogg | |   |

Partiordföranden Marc Abramsson var dömd till fyra månaders fängelse för våldsamt upplopp i samband med attacken mot Pride-paraden i Stockholm 2003 (se Priderättegången).
Partiets förste partiorganisatör, Tor Paulsson, dömdes den 27 juli 2004 till fängelse i ett år och fyra månader för grov misshandel av sin sambo. Straffet sänktes den 1 oktober samma år av Svea hovrätt till tio månaders fängelse för misshandel. Partiet urskuldade inledningsvis Paulsson men uteslöt honom efter domen.

## Jämförelser med andra partier

### Internationella jämförelser
Nationaldemokraterna ingick tidigare i det europeiska samarbetet EuroNat. Men under 2009 övergick samarbetet till en ny partifederation med namnet Alliance of European National Movements där flera nationaldemokratiska partier ingick, däribland British National Party, Jobbik och Front National.

## Organisation
Nationaldemokraternas övergripande beslutande organ var riksårsmötet, som årligen hölls som regel under juni månad. Riksårsmötet utsåg en partiledare, vice partiledare, riksorganisatör, partistrateg samt en riksstyrelse.
Riksorganisatören utsåg även en ledningsgrupp, motsvarande verkställande utskott, som skulle se till att det löpande arbetet flöt på och uppnådde av styrelsen utsatta mål. Ledamöterna i ledningsgruppen hade en rådgivande roll gentemot riksorganisatören, som hade det yttersta ansvaret för allt arbete i organisationen.

### Partistyrelse
Nationaldemokraternas höll som regel årligen ett riksårsmöte under juni där ordinarie styrelseledamöter samt delegater utsedda från varje distrikt, valde en ny riksstyrelse som skulle leda partiet. Det sista riksårsmötet hölls den 20 augusti 2011.

### Partiledare genom åren
| Period    | Namn             |
| --------- | ---------------- |
| 2001–2004 | Anders Steen     |
| 2004–2005 | Tomas Johansson  |
| 2005–2006 | Nils-Eric Hennix |
| 2006–2014 | Marc Abramsson   |